# Der Rosenhügel
Der Rosenhügel ist ein im Mai 2018 fertig gestelltes Stadtentwicklungsprojekt der Stadt Wien am gleichnamigen Berg Rosenhügel. Das Projekt wurde von der Rosenhügel Entwicklungs-, Errichtungs- und Verwertungsgesellschaft mbH & Co KG (eine Projektgesellschaft der Projektpartner Strauss & Partner Development GmbH, die österreichische Tochter der UBM Development AG und der Immovate Projektentwicklungs GmbH) entwickelt. Auf der Liegenschaft der ehemaligen Rosenhügel-Filmstudios im 23. Wiener Gemeindebezirk Liesing, direkt an der Grenze zum 13. Wiener Gemeindebezirk Hietzing, entstanden auf rund 15.000 Quadratmetern Grundfläche 204 freifinanzierte Eigentumswohnungen. Die Wohnungen verteilen sich auf sieben Wohnhäuser, die nach berühmten internationalen Filmstudios – Atlas, Buena, Constantin, Douglas, Elios, Fox und Goldwyn – benannt wurden.

## Lage
Der Rosenhügel wurde auf dem Gelände der ehemaligen Rosenhügel-Filmstudios im 23. Bezirk Liesing, an der Grenze zum 13. Gemeindebezirk Hietzing, errichtet. Teile der Studios, wie die Hallen 1 (erste Kunstlichtaufnahmehalle, die nun als Trainingseinrichtung der rhythmischen Gymnastik dient, betrieben durch die ANPO Sporthalle GmbH) und 6 („Synchronhalle“ zur Aufnahme von Tonaufnahmen für internationale Filmproduktionen unter dem Namen Synchron Stage Vienna, betrieben durch die Synchron Stage OG), stehen seit 2011 unter Denkmalschutz.
In direkter Nachbarschaft zum Wohnprojekt hat Rewe Group mit BEHF Architects einen in das aufsteigende Gelände integrierten MERKUR-Verbrauchermarkt entwickelt, der mit einer Kinderbetreuungseinrichtung der MA11 überbaut wurde.
In der Nachbarschaft befindet sich neben Bildungs- und Kinderbetreuungseinrichtungen auch das Krankenhaus Hietzing. Ebenfalls in unmittelbarer Umgebung liegen die Hermesvilla und der Lainzer Tiergarten.

## Architektur

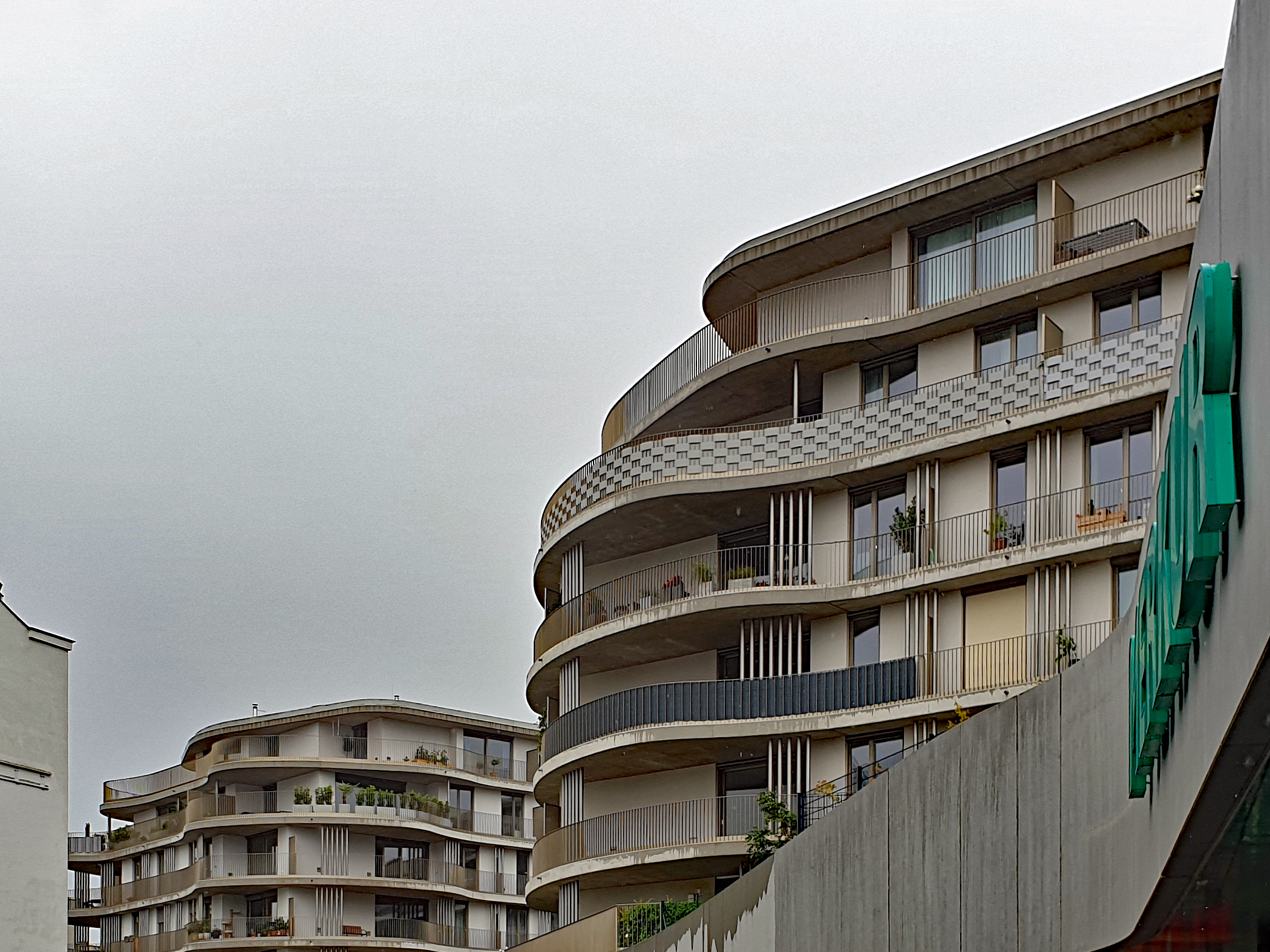
Der Rosenhügel (2020)

Die Architektur der Wohnhäuser bilden das Ergebnis eines Architekturwettbewerbs ab, der von den Architekturbüros Berger+Parkkinen und Christoph Lechner & Partner ZT (Häuser Constantin, Douglas, Elios, Fox und Goldwyn) als Arbeitsgemeinschaft sowie von BNT Beckmann N’Thepe (Häuser Atlas und Buena) gewonnen wurde. Die großzügige Parkanlage, die die Häuser miteinander verbindet, wurde von den Landschaftsarchitekten Lindle+Bukor gestaltet. Als Bauherren fungieren Strauss & Partner Development und Immovate, gemeinsam vertreten in der Rosenhügel Entwicklungs-, Errichtungs- & Verwertungsgesellschaft. Mit der Ausführung der Bauarbeiten wurde das Bauunternehmen PORR, das Haustechnikunternehmen MOLIN, das Elektrotechnikunternehmen SAW und der Aufzugsbauer KONE beauftragt.